# Elecciones municipales de 2019 en Torrejón de Velasco
Las elecciones municipales de 2019 se celebraron en Torrejón de Velasco el domingo 26 de mayo, de acuerdo con el Real Decreto de convocatoria de elecciones locales en España dispuesto el 1 de abril de 2019 y publicado en el Boletín Oficial del Estado el día 2 de abril. Se eligieron los 11 concejales del pleno del Ayuntamiento de Torrejón de Velasco, a través de un sistema proporcional (método d'Hondt), con listas cerradas y un umbral electoral del 5 %.

## Candidaturas
En abril de 2019 se publicaron 5 candidaturas, el PP con Esteban Bravo Fernández en cabeza, el PSOE con Silvia Bonilla Suárez a la cabeza; Vox con Nuria Latorre Sandonís a la cabeza; la confluencia Vecinas y Vecinos de Torrejón de Velasco (VTV) con María Begoña Olaso Bilbao a la cabeza y Ciudadanos con Santiago Bravo García a la cabeza.

## Resultados
Tras las elecciones, el PP volvió a ganar las elecciones al conseguir 4 escaños, dos menos que en la anterior legislatura, Vox fue la gran vencedora al conseguir dos escaños y ser la segunda fuerza en el hemiciclo, el PSOE se mantuvo con dos escaños, Vecinas y Vecinos de Torrejón de Velasco consiguió dos escaños, uno menos que en la anterior legislatura y Ciudadanos irrumpió por primera vez en el consistorio con un escaño.
| Candidatura     | Candidatura                                    | Votos | %                                       | Escaños                                 |
| --------------- | ---------------------------------------------- | ----- | --------------------------------------- | --------------------------------------- |
|                 | Partido Popular (PP)                           | 833   | 36,22                                   | 4                                       |
|                 | Vox                                            | 450   | 19,57                                   | 2                                       |
|                 | Partido Socialista Obrero Español (PSOE)       | 438   | 19,04                                   | 2                                       |
|                 | Vecinas y Vecinos de Torrejón de Velasco (VTV) | 360   | 15,65                                   | 2                                       |
|                 | Ciudadanos-Partido de la Ciudadanía (Cs)       | 190   | 8,26                                    | 1                                       |
| Votos en blanco | Votos en blanco                                | 29    | 1,26                                    | n/a                                     |
| Votos válidos   | Votos válidos                                  | 2.271 | 100,00                                  | 11                                      |
| Votos nulos     | Votos nulos                                    | 35    | Participación: · \| \| 72,77 % \| 2,96% | Participación: · \| \| 72,77 % \| 2,96% |
| Votantes        | Votantes                                       | 2.335 | Participación: · \| \| 72,77 % \| 2,96% | Participación: · \| \| 72,77 % \| 2,96% |
| Electores       | Electores                                      | 3.213 | Participación: · \| \| 72,77 % \| 2,96% | Participación: · \| \| 72,77 % \| 2,96% |
|                 | 72,77 %                                        |       |                                         |                                         |

## Concejales electos
| N.º | Nombre                     | Lista | Lista |
| --- | -------------------------- | ----- | ----- |
| 1   | Esteban Bravo Fernández    |       | PP    |
| 2   | Nuria Latorre Sandonis     |       | Vox   |
| 3   | Silvia Bonilla Suárez      |       | PSOE  |
| 4   | Álvaro Martín Torrejón     |       | PP    |
| 5   | María Begoña Olaso Bilbao  |       | VTV   |
| 6   | Andrés Real Menor          |       | PP    |
| 7   | Javier Rivera Cazalla      |       | Vox   |
| 8   | Saturio Herrero Barajas    |       | PSOE  |
| 9   | María Victoria Jara Lozano |       | PP    |
| 10  | Santiago Bravo García      |       | Cs    |
| 11  | Pablo Carrasco Madrid      |       | VTV   |